# Ilse Lotz-Dupont
Ilse Lotz-Dupont (* 3. Oktober 1893 als Ilse Charlotte Annaliese Dupont in Berlin; † 1. Juli 1968 in München) war eine deutsche Schauspielerin, Schriftstellerin und Drehbuchautorin.

## Leben und Wirken
Ilse Lotz-Dupont war als Tochter des Journalisten Hermann Dupont und seiner Frau Hedwig geb. Friedlaender eine Schwester des Regisseurs Ewald André Dupont. Sie absolvierte mit Auszeichnung das Chamisso-Mädchenrealgymnasium in Berlin und gab ihr Bühnendebüt 1913 am dortigen Deutschen Theater. 1916 spielte sie am Hoftheater Meiningen, 1917/18 an der Rheinisch-Westfälischen Verbandsbühne in Düsseldorf, 1919 an der Leipziger Volksbühne.
1921 trat sie in St. Gallen auf und 1923 am Schauspielhaus Zürich. 1924 heiratete sie in Altona den Regisseur Hans Lotz. Noch im selben Jahr stand sie in Potsdam am Schauspielhaus auf der Bühne und 1925 in Mönchengladbach. 1926 agierte sie erstmals in Berlin, von September 1927 bis Juli 1929 war sie beim Stadttheater Saarbrücken engagiert. Von 1929 bis 1933 arbeitete sie wieder in Berlin, ihre letzte Saison spielte sie 1932/33 am Theater am Schiffbauerdamm und war parallel dazu beim Feuilleton des Neuen Telegrafendienst Berlin angestellt. Mit Beginn der NS-Diktatur verlegte sie sich weitgehend auf das Schreiben von Romanen. Sowohl in diesem Metier wie auch als Synchronsprecherin und Komparsin beim Film konnte Ilse Lotz-Dupont weitgehend unbehelligt arbeiten, ehe die Reichskulturkammer im Sommer 1943 durch anonyme Denunziation auf ihre jüdische, damals bereits verstorbene Mutter aufmerksam wurde. Ufa-Produktionschef und Regisseur Wolfgang Liebeneiner legte hierauf Fürsprache ein, um eine Ausnahmegenehmigung für sie zu erwirken.
Ab den 50er Jahren trat Ilse Lotz-Dupont als Drehbuchautorin in Erscheinung. Ihre Werke um die Themen Liebe und Leid, Missverständnis und Eifersucht, Reise und Komik sind in der Regel im typischen zurückhaltenden Stil des damaligen deutschen Films gehalten. Die relativ frivole Erotikkomödie Das schwarz-weiß-rote Himmelbett sorgte 1962 für Aufsehen.
Ilse Lotz-Dupont starb 1968 in München und wurde auf dem Friedhof von Schliersee beigesetzt.

## Filmografie
als Drehbuchautorin, wenn nicht anders angegeben
- 1933: Mister Herkules (Kurzfilm, als Schauspielerin)
- 1953: Moselfahrt aus Liebeskummer
- 1954: Die schöne Müllerin
- 1954: Conchita und der Ingenieur
- 1955: Oberarzt Dr. Solm
- 1955: Die Frau des Botschafters
- 1955: Wenn die Alpenrosen blüh’n
- 1955: Der Pfarrer von Kirchfeld
- 1956: Johannisnacht
- 1956: … wie einst Lili Marleen
- 1957: Kleiner Mann – ganz groß
- 1957: Wetterleuchten um Maria
- 1957: Almenrausch und Edelweiß
- 1958: Scampolo
- 1958: Worüber man nicht spricht
- 1958: Kleine Leute mal ganz groß
- 1958: Ist Mama nicht fabelhaft?
- 1959: Bei der blonden Kathrein
- 1959: Mein Schatz, komm mit ans blaue Meer
- 1960: Schick deine Frau nicht nach Italien
- 1960: Das Rätsel der grünen Spinne
- 1960: Der Satan lockt mit Liebe
- 1961: Isola Bella
- 1961: Was macht Papa denn in Italien?
- 1961: So liebt und küßt man in Tirol
- 1962: Der verkaufte Großvater
- 1962: Das schwarz-weiß-rote Himmelbett
- 1963: Ferien vom Ich
- 1964: Das Kriminalmuseum: Akte Dr. W. (Fernsehreihe)
- 1964: Das Kriminalmuseum: Der Füllfederhalter (Fernsehreihe)
- 1965: Die schwedische Jungfrau
- 1965: An der Donau, wenn der Wein blüht

## Werke
- Cosima Wagner, die Hüterin des Grals. Der Lebensroman einer deutschen Frau. Dr. F. Bokämper, Görlitz 1935, DNB 574910360.
- Elisa. Geschichte einer deutschpolnischen Fürstenliebe. Payne, Leipzig 1936, DNB 57491031X.